# Meridiano 105 W
O meridiano 105 W é um meridiano que, partindo do Polo Norte, atravessa o Oceano Ártico, América do Norte, Oceano Pacífico, Oceano Antártico, Antártida e chega ao Polo Sul. Forma um círculo máximo com o Meridiano 75 E.
Serve como meridiano de referência para o sétimo fuso horário a oeste de Greenwich, conhecido como UTC-7 ou "Mountain Time Zone" na América do Norte.
Começando no Polo Norte, o meridiano 105 Oeste tem os seguintes cruzamentos:
| País, território ou mar | Notas                                                                             |
| ----------------------- | --------------------------------------------------------------------------------- |
| Oceano Ártico           |                                                                                   |
| Canadá                  | Nunavut - Ilha Ellef Ringnes                                                      |
| Oceano Ártico           |                                                                                   |
| Canadá                  | Nunavut - Ilha Ellef Ringnes                                                      |
| Estreito de Maclean     |                                                                                   |
| Canadá                  | Nunavut - Ilha Lougheed                                                           |
| Canal de Byam Martin    |                                                                                   |
| Canal de Byam           | Passa a oeste da ilha Byam Martin, Nunavut                                        |
| Canal de Parry          | Viscount Melville Sound                                                           |
| Canadá                  | Nunavut - Ilha Stefansson                                                         |
| Canal de McClintock     |                                                                                   |
| Canadá                  | Nunavut - Ilha Victoria                                                           |
| Golfo da Rainha Maud    |                                                                                   |
| Canadá                  | Nunavut - Ilha Melbourne e parte continental Territórios do Noroeste Saskatchewan |
| Estados Unidos          | Montana Wyoming Colorado Novo México Texas                                        |
| México                  | Chihuahua Durango Nayarit Jalisco                                                 |
| Oceano Pacífico         | Passa a leste da Ilha Sala y Gómez, Chile                                         |
| Oceano Antártico        |                                                                                   |
| Antártida               | Território não reivindicado                                                       |